# Marvel Science Stories

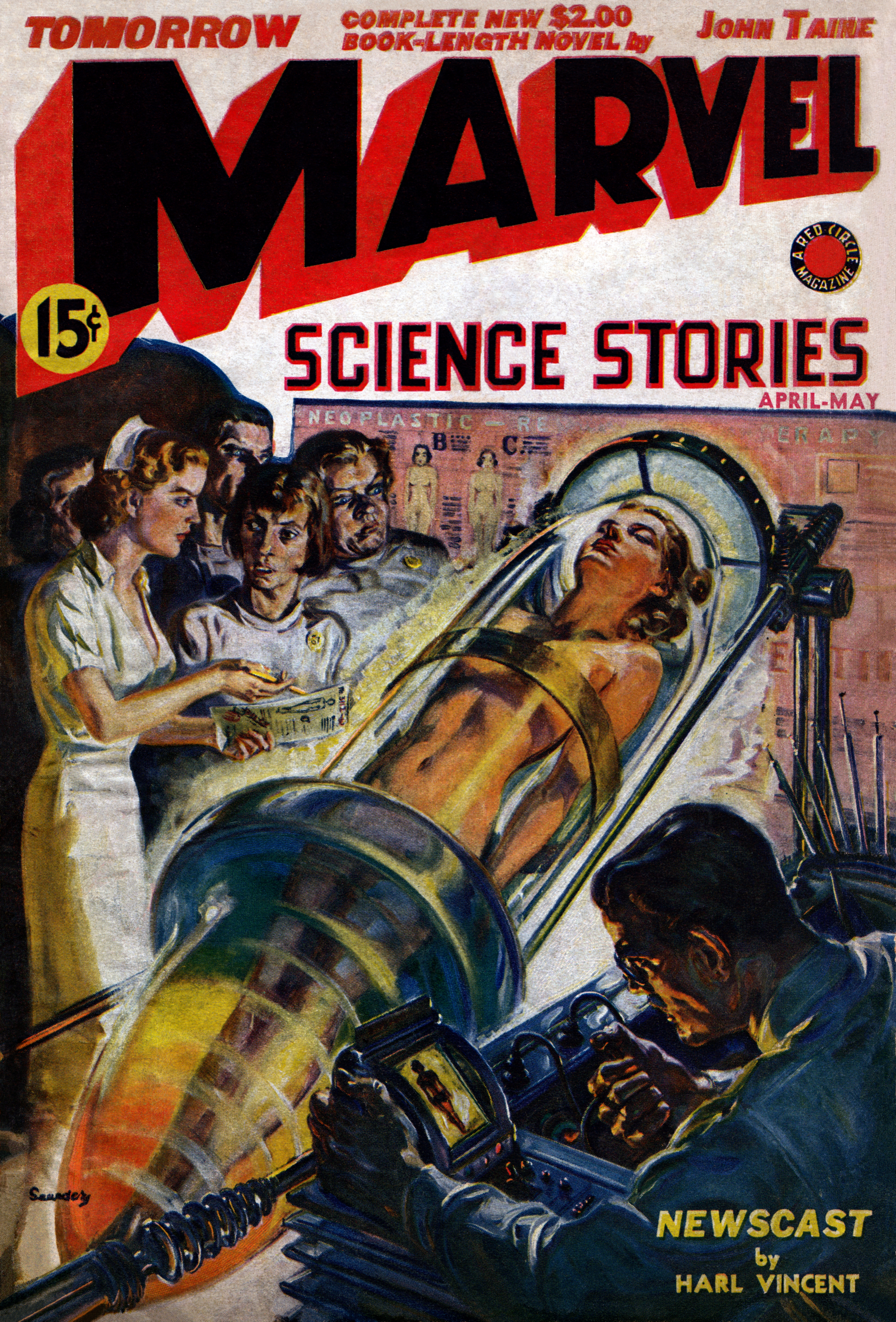
Portada de la edición de abril–mayo 1939; la ilustración fue hecha por Norman Saunders

Marvel Science Stories fue una revista «pulp» de los EE. UU.  que publicó un total de quince ediciones en dos colecciones diferentes, ambas editadas por Robert O. Erisman. La editorial encargada de la primera fue Postal Publications, y la segunda corrió a cargo de Western Publishing; ambas compañías eran dirigidas por Abraham y Martin Goodman. La primera revista data de agosto de 1938, y albergaba historias con más contenido sexual de lo usual en este género, incluyendo varias historias de Henry Kuttner, firmadas bajo su mismo nombre y también bajo varios pseudónimos. La reacción del público a esta nueva colección de revistas fue generalmente negativa, destacando a un lector que se refirió a la historia de Kuttner de nombre “The Time Trap” (La Trampa del Tiempo) como “basura”. Este fue el primero de varios títulos bajo el nombre de “Marvel”, llegando un año más tarde la conocida “Marvel Cómics”.
Esta revista fue cancelada tras la publicación del volumen de abril de 1941 pero, al darse el “boom” de las revistas de ciencia ficción en 1950, los publicantes decidieron empezar a producirla otra vez. La primera entrega de la nueva saga data de noviembre de 1950; a partir de esta salieron a la venta seis revistas más, datando la última de mayo de 1952. Aparte de Kuttner, la lista de contribuidores de la primera saga incluye a Arthur J. Burks y Jack Williamson; la segunda publicó historias de Arthur C. Clarke, Isaac Asimov, Jack Vance y L.Sprague de Camp, entre otros. La opinión del historiador de ciencia ficción Joseph Marchesani, nos cuenta que la calidad de las publicaciones más recientes fue superior a las primeras, pero que aun así no fueron capaces de competir con las nuevas revistas de alta calidad que aparecieron en la época.

## Historia de la publicación
A pesar de que documentos de ciencia ficción habían sido publicados antes de los años 20, el género como tal no se formó hasta la publicación en 1926 de “Historias Maravillosas”, una revista pulp publicada por Hugo Gernsback. Tras 1931, año en el que se  lanzó “Miracle Science and Fantasy Stories” (“Ciencia Milagrosa e Historias Fantásticas”) la producción de revistas de ciencia ficción se detuvo repentinamente durante varios años. En1936, Abraham y Martin Goodman, dos hermanos dueños de una editorial con múltiples imprentas, publicó “Ka-Zar”, una imitación de Tarzán (revista) con cierto contenido que rozaba la ciencia ficción. Aparte de esta revista marginal, en 1937, los Goodman empezaron a publicar varias “weird-menace pulps”. Este fue un género de revistas conocido por incorporar sexo y sadismo, con argumentos en los cuales se ponía a mujeres en peligro, normalmente por una amenaza aparentemente supernatural que acababa siendo obra de un villano humano. Los títulos de los Goodman fueron Detective Short Stories (agosto de 1937) y Mystery Tales (primera revista en marzo de 1938). A estas les siguió Marvel Science Stories, revista editada por Robert O. Erisman, y que no tenía intención de formar parte del género weird-menace pulp. De todas formas, la influencia del sexo y sadismo de los hermanos Goodman fue evidente (se les pedía a los autores que añadieran más de estos elementos en sus historias de lo que solía ser normal en la ciencia ficción). Esta fue la primera vez que la palabra “Marvel” fue utilizada en el título de una publicación Goodman. Empezó entonces a ser utilizada en más títulos, como por ejemplo, en “Marvel Comics” el año siguiente. Puede que esta palabra en concreto fuera elegida para atraer anunciantes como Marvel Home Utilities y Marvel Mystery Oil, o puede ser que simplemente a Martin Goodman le gustara la palabra porque se parecía a su nombre.
La primera revista (agosto de 1938), apareció en quioscos en mayo de ese año. Su contenido era “Survival” (“Supervivencia”), de Arthur J. Burks, como novela principal; fue bien recibida por los lectores y no albergaba contenido sexual. Los primeros volúmenes no contenían ningún material que pudiera ofender al público, pero también contenían dos historias de Henry Kuttner, que vendía regularmente a las otras publicaciones Goodman. Erisman y los hermanos Goodman le pidieron a Kuttner que “animara” un poco sus trabajos para Marvel Science Stories. Así lo hizo ya en el primer tomo de Avengers of Space (“Vengadores del Espacio”), al incluir escenas de “aliens “deseando” a mujeres desnudas”, en palabras del historiador de ciencia ficción Mike Ashley, y también en The Time Trap (“La Trampa de Tiempo”) en el segundo volumen. La reacción de los lectores fue fuertemente negativa: una carta, de William Hamling, quien más tarde se convertiría en un publicante de ciencia ficción, leía “ Estaba a punto de escribiros una carta de felicitaciones por la revista hasta que mis ojos recayeron en The Time Trap de Kuttner. Todo lo que puedo decir es: POR FAVOR, en el futuro, eliminad esa basura de vuestra revista”. Aparte de estas dos historias publicadas bajo el nombre de Kuttner, había dos historias más del mismo autor en los mismos dos tomos firmadas bajo un nombre distinto que resultaron ser igual de ofensivas para lectores como Hamling.
Tras Cinco entregas, el título de la saga se cambió a Marvel Tales; al mismo tiempo, el número de historias anunciadas como “apasionadas” o que contenían personajes lujuriosos aumentó pronunciadamente. Aunque algunas historias no abundaban en este contenido excitante, otras si lo hacían con “mujeres atrapadas, quemadas, o sino maltratadas con látigos de manera frecuente y aburrida” según cuenta el historiador de ciencia ficción Joseph Marchesani. La revista cesó su publicación tras el ejemplar de abril de 1941, pero en 1950 los Goodman vieron la oportunidad de traerlo de vuelta cuando apareció el “boom” de la ciencia ficción. Erisman seguía trabajando para los Goodman, y recibió el cargo de director de la editorial de la nueva versión de la revista, pero gran parte del trabajo editorial fue llevado a cabo por Daniel Keyes, quien recibió el reconocimiento de “Asociado de la Editorial” en los ejemplares de 1951. El primer volumen de la nueva encarnación de Marvel Science Stories data de noviembre de 1950. Tras dos entregas, Erisman convirtió la revista a un formato de bolsillo, pero el ejemplar final (mayo de 1952) volvió a ser un pulp. Los volúmenes de posguerra contuvieron historias de escritores reconocidos entre los que cabe destacar a Arthur C. Clarke, Isaac Asimov, Richard Matheson, William Tenn, Jack Vance y Lester del Rey, pero cuyas historias resultaron ser de calidad mediocre. La opinión de Marchesani acerca de esto dice que Erisman y Keyes fueron capaces de mejorar el material publicado en la revista de preguerra, Marvel Tales, pero que el campo de la ciencia ficción había evolucionado hacia algo más sofisticado y, que los autores que vendía a Marvel Tales estaban publicando ahora sus mejores trabajos en otro lado.

## Datos bibliográficos
Hubo nueve ejemplares de la primera secuencia, en un primer grupo de seis números y en otro de tres.Todos los números de la primera fueron vendidos a quince céntimos.Los primeros dos tenían 128 páginas; los otros cinco 112. Para los cinco primeros, el título fue Marvel Science Stories, después Marvel Tales para los siguientes dos y Marvel Stories para los últimos dos de la primera secuencia. Las empresas que publicaron esta primera serie fueron Postal Publications of Chicago (los cuatro primeros) y Western Publishing of New York and Chicago, ambas de Martin y Abraham Goodman. La intención es que fueran revistas de entregas bimensuales, pero esto jamás se consiguió. El editor fue Robert O. Erisman. La segunda encarnación de la revista duró seis tomos de frecuencia cuaternaria, empezando en noviembre de 1950. El precio fue de 25 céntimos y el recuento de hojas fue de 128 por cada número de los seis; los primeros dos y el último ejemplar fueron producidos en formato pulp, y los tres publicados entre mayo y noviembre de 1951 en formato de bolsillo. El título volvió a ser Marvel Science Stories durante los primeros tres volúmenes de esta segunda secuencia para después cambiar a Marvel Science Fiction en los últimos tres. La empresa encargada de publicar la revista fue Stadium Publishing of New York (también de los hermanos Goodman).
Llegó a haber una reimpresión del ejemplar de febrero de 1951 publicado por Thorpe & Porter que data de mayo de 1951. El bibliógrafo Brad Day cuenta otras cinco reimpresiones británicas de la segunda serie de Marvel Science Stories, pero no hay más copias registradas por bibliógrafos más recientes. En 1977, los Goodman lanzaron una revista de ciencia ficción de bolsillo titulada como Skyworlds, que ha sido descrita por Mike Ashley como “sin duda alguna, la peor” de las revistas de ciencia ficción de los setenta; la ficción que contenía era prácticamente una reimpresión de la segunda serie de Marvel Science Stories.